# Peter Greene
Peter Greene (nascido Peter Green; Montclair, 8 de outubro de 1965) é um ator estadunidense, conhecido por interpretar vilões.
Algumas de suas aparições notáveis incluem Pulp Fiction, The Mask, Clean, Shaven, Blue Streak e The Usual Suspects.

## Filmografia
- The Continental: From the World of John Wick (2023)
- Hawaii Five-0 (2012)
- The Child (2012)
- Keep Your Enemies Closer (2012)
- The Bounty Hunter (2010)
- Justified (2010)
- Dead Metropolis (2009)
- Caller ID (2010)
- Sweet Lorraine (2010)
- Earthling (2010)
- Once Fallen (2009)
- The Grasslands (2009)
- Shanghai Hotel (2008)
- Once More (2009)
- Forget Me Not (2009)
- Blue Knight (2009)
- Clown (2008)
- Life on Mars (2008)
- I'm Calling Frank (2007)
- Bloom (2007)
- Final Engagement (2007)
- Love Hollywood Style (2006)
- End Game (2006)
- Brothers in Arms (2005)
- H. G. Wells' War of the Worlds (2005)
- From the Day In (2005)
- Lesser of Three Evils (2005)
- Confession (2005)
- Black Cloud (2004)
- Under the Influence (2002)
- Dead Dogs Lie (2001)
- Scenes of the Crime (2001)
- Training Day (2001)
- Ticker (2001)
- Nobody's Baby (2001)
- Shadow Hours (2000)
- Gentleman B. (2000)
- Blue Streak (1999)
- Out in Fifty (1999)
- The Boss (1999)
- Permanent Midnight (1998)
- Do Me a Favor (1997)
- Double Tap (1997)
- The Rich Man's Wife (1996)
- Coyote Run (1996)
- Kiss & Tell (1996)
- Snakeland (1996)
- Lowball (1996)
- Bang (1995)
- Under Siege 2: Dark Territory (1995)
- The Usual Suspects (1995) (não creditado)
- The Mask (1994)
- Pulp Fiction (1994)
- Judgment Night (1993)
- Clean, Shaven (1993)
- Laws of Gravity (1992)